# Биейки
Биейки (бел. Біейкі) — деревня в Браславском районе Витебской области Беларуси. Входит в состав Тетерковского сельсовета.

## География
Деревня находится в западной части Витебской области, к западу от реки Белой, к востоку от автодороги Н-2122, на расстоянии приблизительно 22 километров (по прямой) к юго-востоку от города Браслав, административного центра района. Абсолютная высота — 135 метров над уровнем моря. Площадь населённого пункта — 0,0745 км².

## История
По состоянию на 1905 год, в деревне проживало 170 человек (85 мужчин и 85 женщин). В административном отношении входила в состав Иодской волости Дисненского уезда Виленской губернии.
В 1921 году входила в состав гмины Йоды Дисенского повета Виленского воеводства Второй Польской республики. Числилось 158 жителей (75 мужчин и 83 женщины), проживавших в 32 домах. В этническом составе населения того периода поляки составляли 55,1 %, белорусы — 44,9 %. В конфессиональном составе населения преобладали православные христиане (77,2 %), также были представлены католики (22,8 %).
До 16 сентября 1960 года деревня входила в состав Иодского сельсовета Шарковщинского района.

## Население
По данным переписи 2019 года, в деревне проживало 2 человека.
| Год  | Население, человек |
| ---- | ------------------ |
| 1905 | 170                |
| 1921 | ↘ 158              |
| 2009 | ↘ 11               |
| 2019 | ↘ 2                |